# 注釈
注釈（註釈、ちゅうしゃく、英: annotation）または注解（註解、ちゅうかい）とは、文章や専門用語について補足・説明・解説するための文書や語句。
本項では、古典や経典における注釈書（ちゅうしゃくしょ、英: commentary, exegesis）についても扱う。

## 注釈書
言語は時間の経過と共に変化するので、古い書物などに見える語彙なども、時代の流れによって理解が難しくなるため、当代の言語による解釈が求められるようになる。こうして作られるのが、注釈書と呼ばれるものである。

### 各国の注釈書

#### 日本
日本では、『古今集』『伊勢物語』『源氏物語』『和漢朗詠集』『日本書紀』『御成敗式目』『職原抄』などの注釈書が伝統的に書かれた。室町時代には、五山僧や公家学者によって和歌・物語・式目・医学書・漢籍など多岐にわたる分野で注釈書の出版が行われた。

#### 中国
古代中国の伝統的な学問の中で、注釈は重要な存在である。経書をはじめとする重要な古典に対して、学者が注釈を附した形式の書物が多く著わされ、これは現在でも中国研究の基礎となっている。例えば、朱子学の研究を行う際、朱熹が『四書』に対して注釈を附した『四書章句集注』がその材料となる、という具合である。
この注釈にはいくつかの種類があり、訓詁学に代表される漢字の意味を逐一記す形式のものや、知名度の低下した人名・地名の解説、理解しづらい文章の要約などがある。また注釈が付けられる対象となる本も、経書、歴史書、文学作品、老子や荘子などから個人の文集まで、多岐にわたっている。一例を下に挙げる。
- 鄭玄による『周礼』『儀礼』『礼記』注（経書に対する注）
- 郭象による『荘子』注（老荘の書に対する注）
- 裴松之による『三国志』注（史書に対する注）
- 李善による『文選』注（文学書に対する注）

#### インド
インドでは、4つのヴェーダ（サンヒター）に対する注釈書として書かれた文献群（ブラーフマナ、アーラニヤカ、ウパニシャッド）を始めとして、『バガヴァッド・ギーター』に対する注釈書や、仏教の仏典等に対する注釈書（例えばパーリ仏典に対するアッタカターや、龍樹『中論』に対する諸注解）、六派哲学のスートラ等に対する注釈書（例えば『ブラフマ・スートラ』に対するシャンカラの注解）が古くから書かれた。六派哲学は思想書を新規に作ることよりも、注に複注・複々注を重ねることを軸にして思想を展開した。

#### その他
その他、ヘブライ語聖書に対する注解、聖書に対する聖書注解書、クルアーンに対するタフスィール、『イリアス』と『オデュッセイア』に対する注解（ホメロス注解）、プラトンの著作に対する注解（プラトン注解）、アリストテレスの著作に対する注解（アリストテレス注解）、『ユークリッド原論』『アルマゲスト』『ローマ法大全』などに対する注釈書が伝統的に書かれた。
写本の余白部分に注釈が書き入れられることもあった（欄外古註、スコリア）。

## 組版における注
注（註）とは、言葉の意味、文章の解釈、本文の補足、文献の出典（典拠・引用文献・参考文献）などを明らかにするために付される文をいう。

### 内容による分類
注には次の4種類がある。
1. 資料からの直接引用の出典を示すもの（図表、統計なども含む）。
2. 資料からの要約の出典を示すもの。
3. 自分の意見ではない意見の出典を示すもの。
4. 本文に入れると叙述の流れを妨げるが、本文の事項の理解に役立つ補足情報ないしコメント。

注の内容にさらに補足を行うために付ける注を補注（補註、ほちゅう）という。

### 形式による分類
記述本文を補足する注釈の記載箇所は、本文文中に挿入記載する割注・分注、本文同頁の末尾に記載する脚注、書籍末尾の末尾に記載する後注（または尾注）などがある。
傍注、頭注、脚注、後注などの場合、本文と注を対応させるためアステリスクを付けたり（複数あるときはアステリスクの数で区別）、注番号の数字を付ける。
挿入注
本文の説明を要する箇所のすぐそばに付けられる注。縦組みでは同じ行に直接付ける形式と右側の行間に出して付ける方法（行間注）がある。本文よりも小さい文字で2行に分割して組み込む方法は割注という。
傍注
縦組みでは奇数ページの小口寄り、横組みでは本文の小口寄りに欄を設けて付けられる注。
頭注
縦組みの図書で用いられる形式で本文上部に付けられる注。
脚注
主に横組みの図書で用いられる形式で本文下部に付けられる注。多くは罫によって本文の領域と区別する。説明を行うための語句と本文の指し示す注は原則として同一ページに収める必要がある。
後注
本文が一区切りとなる編、章、節などの終わりにまとめて入れる注。注の文章が長い場合に適している。本文の段落と段落の間に置く段落注も後注の一種である。
なお、この記事のようなウェブページにおける注釈は、「脚注」と呼ぶべきか「後注」と呼ぶべきかについて議論がある。

### 原注と訳注
翻訳書では、原書に付けられている注を原注、訳者が付けた注を訳注という。

## プログラミング
プログラミングにおけるコメントは、プログラムのソースコードの内容を補足・説明・解説する注釈の役割を持つ。コンパイラなどの処理系はコメントの記述内容を意識せず、ソースコードからプログラムを生成する。ソースコードを読む人間はコメントの記述内容を意識・理解し、ソースコードおよびプログラムの本質を解釈する。
Javaには処理系が記述内容を認識しないコメントの注釈文法の他に、記述内容を認識するアノテーションという注釈文法がある。Javaのアノテーションはソースコード本文に「@命令文」で記述し、コンパイルオプションや依存ライブラリの指示に従って処理系が必要に応じて解釈する。アノテーションの命令は必ずしもプログラムの動作に影響を与えるものではなく、コメントと同様に処理系が記述を無視する場合もある。

### 注釈
1. ↑  この意味での「註」と「注」は同音同義で、当用漢字以前でも「註釋」と「注釋」の表記がともに用いられた。「註」は常用漢字外。